# Autofoco

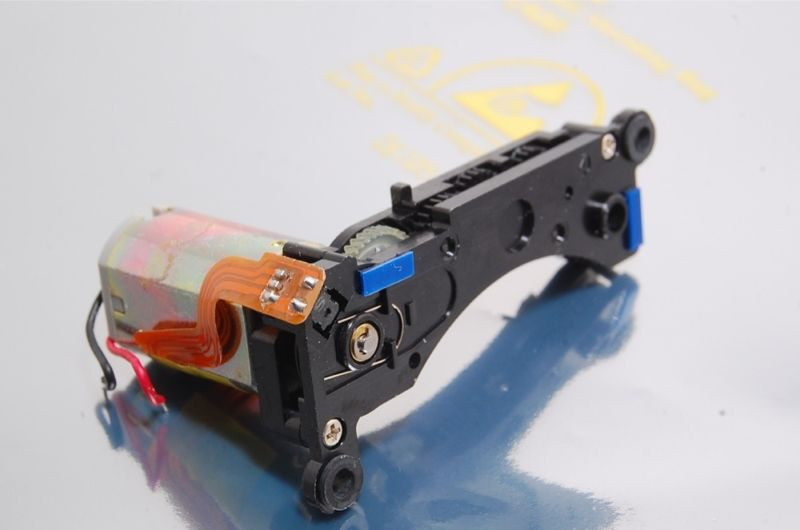
Motor en la parte inferior frontal de una cámara Nikon D70 o D70s que enfoca lentes AF externos

El autofoco (en inglés autofocus, abreviado AF) es un automatismo de una cámara fotográfica o cualquier otro aparato óptico que permite el enfoque de un motivo sin intervención del usuario.
Existen dos tipos de autofocos: pasivo, que emplea la luz reflejada del motivo, y activo, que puede funcionar en total oscuridad.

## Autofoco pasivo
Hoy día, el pasivo es el sistema de autofoco más extendido. Las dos técnicas fundamentales en las que se basa son la comparación de fases y la medida del contraste. Para un correcto funcionamiento del autofoco pasivo se requiere una iluminación suficiente y un objeto con cierto relieve. El problema se soluciona mediante una luz auxiliar que ilumine el motivo. 

### Evaluación del contraste
El autoenfoque en la medida del contraste se basa en el principio de que una imagen desenfocada posee menor contraste, mientras que una imagen enfocada tiene un mayor contraste, especialmente en los contornos o relieves de las figuras. Puesto que la cámara no conoce la distancia del objeto, no basta con una sola evaluación del contraste para realizar el enfoque. Una vez realizadas dos pruebas de contraste con distintos enfoques, no solo puede ya la máquina saber en qué dirección mover el enfoque, sino que por extrapolación podría hasta llegar a realizar el enfoque. Normalmente se realizan varias pruebas de contraste mientras se mueve el foco; cuando el contraste es máximo el objeto está enfocado.
Este método suele fallar al enfocar superficies planas sin contraste o contornos (cielo despejado, pared, etc.), así como en escenas de escasa iluminación.
El método de enfoque pasivo suele incorporarse en cámaras de vídeo y cámaras fotográficas digitales compactas.

### Detección de fases
El método de detección de fases es el mejor y más antiguo sistema de enfoque pasivo. Sin embargo, es un método complejo y requiere un sensor especial. La dirección del enfoque puede determinarse desde la primera medición.
El método fue empleado en el chip Visitronic de Honeywell en 1976. La primera cámara fotográfica en incluirlo fue la Konica C35-AF. El principio se basa en la triangulación de la distancia del objeto, mediante el uso de dos sensores a través del mismo  objetivo. La distancia se determina por la diferencia de las imágenes captadas por ambos sensores. El resultado es un enfoque rápido y preciso. Debido a su alto coste y complejidad, su uso queda restringido a las réflex.

### Iluminación auxiliar
Para solucionar el problema de los enfoques pasivos por falta de luz, se usa una iluminación auxiliar.
La luz auxiliar suele ser roja o infrarrojos (invisible). No se trata de una iluminación homogénea, sino de la proyección sobre el motivo de un patrón de luz con líneas verticales. La ventaja de este patrón de líneas es que posibilita el enfoque incluso en superficies planas que de por sí no presentan ningún contraste, por lo que puede usarse incluso en situaciones de iluminación suficiente. Este tipo de luz auxiliar suele encontrarse en el flash.
Un sistema más económico suele ser el de iluminar con el propio flash mediante cortos destellos de luz. La desventaja del método es que no sirve para enfocar superficies planas sino solo objetos con contraste.

## Autofoco activo
El autofoco activo funciona en dos pasos: primero se determina la distancia al objeto; posteriormente se ajusta el enfoque en función de la distancia obtenida. 
El autofoco activo puede funcionar en absoluta oscuridad. 

### Ultrasonidos
Este autofoco por ultrasonidos se incluye desde 1982 en distintas cámaras Polaroid. La ventaja es un funcionamiento extremadamente rápido pues no se realizan pruebas de enfoque. La desventaja es que no permite una elección precisa del motivo a enfocar y que no funciona a través de las lentes ni espejos, pues no se trata de un sistema óptico. Tampoco es posible el enfoque a través de un cristal (ventana, etc).

### Infrarrojos
El sistema de autofoco por infrarrojos suele basarse en la triangulación. La cámara emite una luz infrarroja y analiza la luz reflejada del sujeto. Suele usarse en cámaras de película compactas como las Nikon 35TiQD, 28TiQD o Canon AF35M, así como en algunas videocámaras.